# 뉴욕의 공원 목록

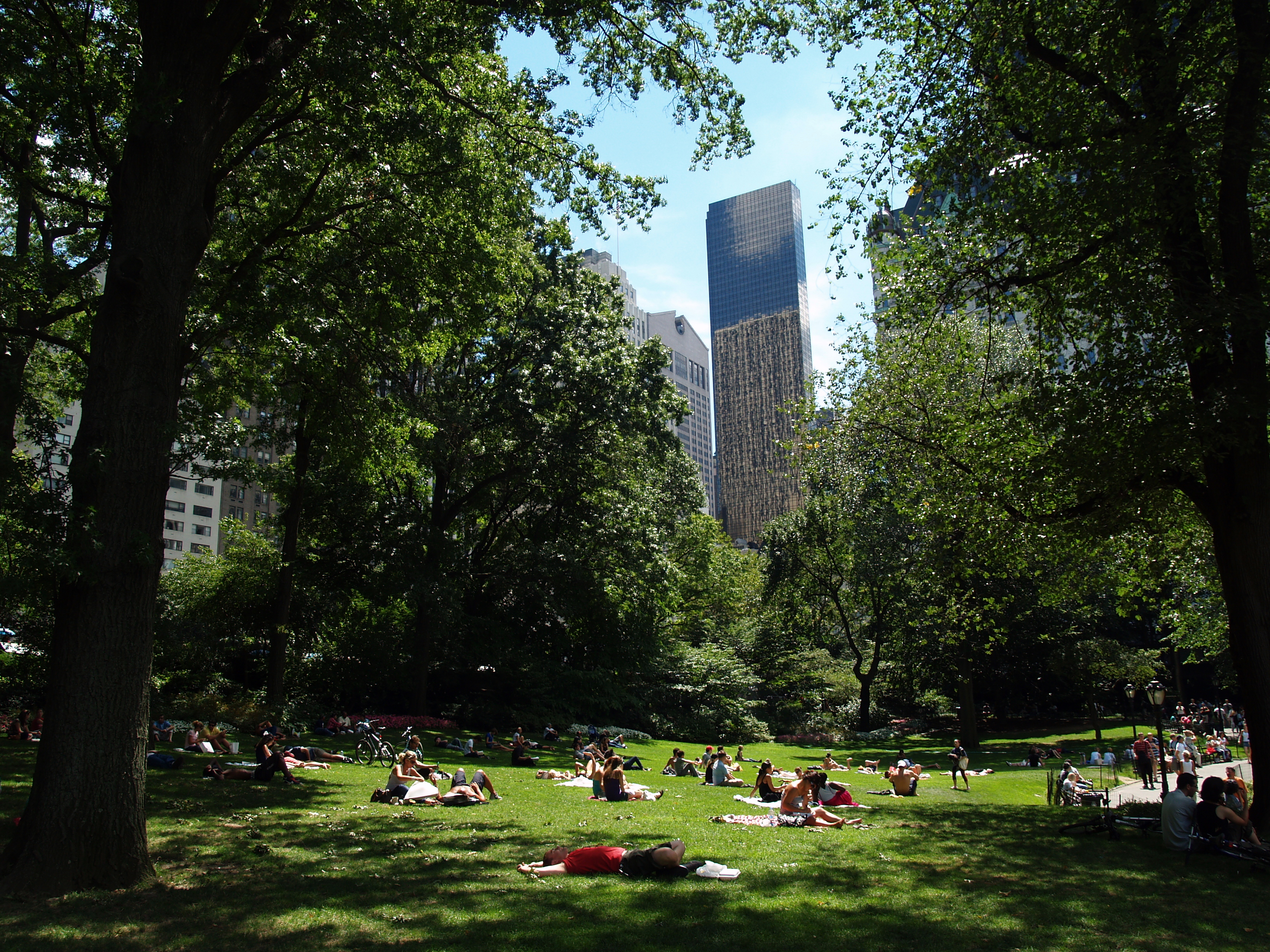
센트럴 파크

뉴욕의 공원에는 110km2 이상의 시영 공원과 23km 공공의 모래사장이 속해 있다. 자메이카 만 야생 동물 보호 구역은 국립 공원 중 유일하게 야생 동물 보호 구역이며, 36km2 이상의 습지 섬과 수역으로 구성되어 있어, 자메이카 만의 대부분을 차지하고 있다.
맨해튼의 센트럴 파크는 매년 3,000만명이 방문하며, 미국에서 가장 방문객이 많은 도시 공원이다. 센트럴 파크의 대부분은 천연이 아닌 거의 모든 것이 조경된 것이다. 호수, 연못, 산책로, 승마 도로, 아이스 스케이트 링크, 센트럴 파크 동물원, 야생 동물 보호 구역, 넓은 자연림, 저수지와 그것을 둘러싼 조깅 트랙, 야외 극장이 공원 내에 있다. 센트럴 파크에는 고유의 야생 동물들이 있으며, 특히 봄, 가을 철새의 오아시스가 되고있다. 공원에서 10km 이상 도로는 특히 자동차의 통행이 금지되는 주말 오후 7시 이후에는 조깅, 자전거, 인라인 스케이트 장소로 사용되고있다.
브루클린의 프로스펙트 공원도 36만m²의 초지가 펼쳐져있다. 퀸스 지역의 플러싱 메도스 코로나 파크는 뉴욕에서 3번째로 큰 공원으로 1939년 세계 박람회와 1964년 세계 박람회의 개최된 장소가 되었다. 브롱크스는 5분의 1 이상, 28km2는 공공 공간과 공원에 맞춰져 있으며, 브롱크스 동물원, 뉴욕 식물원이 있다.
뉴욕의 110km2 이상의 면적이 시영 공원으로 사용되고 있다. 다음은 뉴욕에서 넓이순으로 면적이 큰 공원을 나열한다.
1. 펠럼 베이 공원 (11.2 km2)
2. 스태튼아일랜드 그린벨트 (7.2 km2)
3. 플러싱 메도스 코로나 파크 (5.1 km2)
4. 밴 코틀랜트 공원 (4.6 km2)
5. 센트럴 파크 (3.4 km2)
6. 프레시 킬스 공원 (3.3 km2)
7. 마린 공원 (3.2 km2)
8. 브롱크스 공원 (2.9 km2)
9. 앨리 폰드 공원 (2.7 km2)
10. 프랭클린 D. 루스벨트 보드워크 (2.6 km2)

## 같이 보기
- 뉴욕의 공원 목록
- 뉴욕 공원 관리소 (New York City Department of Parks and Recreation)